# Пеленг (остров)
Пеленг (индон. Pulau Peleng) — остров, расположенный к востоку от Сулавеси в Индонезии. Это самый большой из островов Бангай, расположенный между морем Банда и Молуккским морем. Он относится к провинции Центральный Сулавеси. Остров площадью 2345,6 км² густо засажен лесом и достигает высоты 1052 м над уровнем моря.
Пеленг поделен на 5 районов (kecamatan), с запада на восток, с главными городами в скобках: Буко (Татаба), Булаги (Булаги), Лианг (Лианг), Тинанкунг (Салакан) и Тотикум (Самбиут).
Жители занимаются выращиванием кокосовых орехов и картофеля, а также рыболовством.